# Abú Rawáš

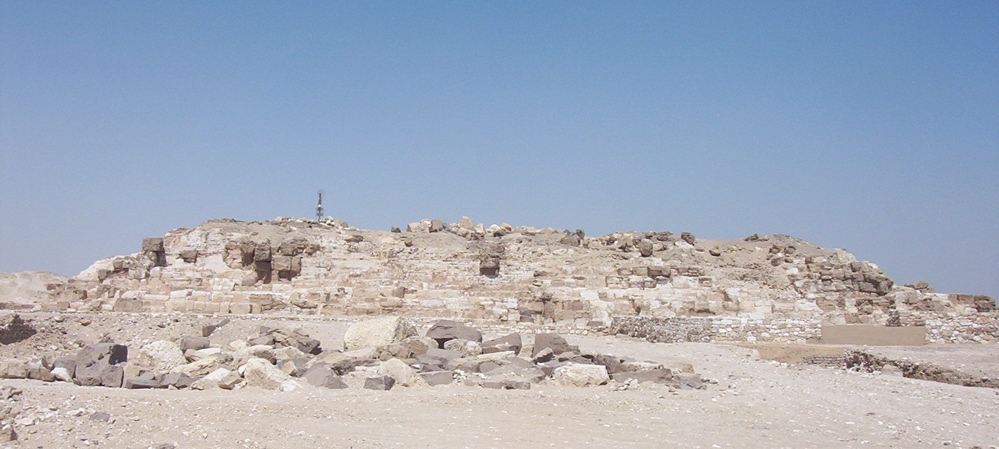
Pyramida v Abú Rawáš

Abú Rawáš je současné arabské označení archeologické lokality v Egyptě na západním okraji Káhiry, asi 7 km severně od Gízy. Ve starověku odtud vycházela cesta do oázy Wádí Natrún. Oblast byla od Archaické doby využívána jako nekropole. V době 4. dynastie zde zahájil stavbu svého pohřebního komplexu panovník Radžedef. Dříve se archeologové domnívali, že tato pyramida nebyla nikdy dokončená, avšak novější poznatky ukazují, že pyramida dokončená byla a dosahovala stejné výšky, jako Menkaureova pyramida. Kolem Radžedefovy pyramidy byly později vybudovány četné soukromé hrobky datované do doby 4. a 5. dynastie.